# Jessica Polfjärd
Jessica Susanne Zindalai Polfjärd, född 27 maj 1971 i Sydkorea, är en svensk politiker (moderat). Hon är Europaparlamentariker för Sverige sedan Europaparlamentsvalet 2019 och var ordinarie riksdagsledamot 2006–2019, invald för Västmanlands läns valkrets. Polfjärd var Moderaternas gruppledare i riksdagen 2015–2017 samt ordförande i näringsutskottet 2012–2013, arbetsmarknadsutskottet 2013–2014 och Nordiska rådets svenska delegation 2018–2019.

## Biografi
Polfjärd adopterades från Sydkorea och kom till Sverige när hon var nio månader gammal. Hennes koreanska namn är Kim Zindalai. Hon växte upp i Västerås, bor i Romfartuna och har två söner.
Mellan 2008 och 2011 var hon länsförbundsordförande för Moderaterna i Västmanland.

### Riksdagsledamot
Polfjärd valdes in i riksdagen som ordinarie ledamot för Västmanlands läns valkrets i 2006.  Hon kom till en början att vara ledamot i Nordiska rådet och suppleant i skatteutskottet och utbildningsutskottet. I oktober 2009 blev hon ordinarie ledamot i skatteutskottet, och i samband med detta upphörde hon att vara suppleant i utbildningsutskottet. Efter valet 2010 var hon ledamot i näringsutskottet, där hon även var Moderaternas gruppledare, och suppleant i socialutskottet. Under hösten 2012 var hon ordförande för näringsutskottet när den ordinarie ordföranden var sjukskriven. Efter att Elisabeth Svantesson blivit statsråd hösten 2013 efterträdde Polfjärd henne som ordförande för arbetsmarknadsutskottet.
Efter valet 2014 var hon från oktober samma år Moderaternas skattepolitiska talesperson och ledamot i skatteutskottet. När Anna Kinberg Batra blev ny partiledare i januari 2015 utsågs Polfjärd till Moderaternas gruppledare i riksdagen. Hon satt på posten tills Ulf Kristersson blev ny partiledare i oktober 2017. Då utsågs hon istället till partiets arbetsmarknadspolitiska talesperson, vilket hon var till februari 2019, och till vice ordförande i arbetsmarknadsutskottet, vilket hon var till hösten 2018. Under tiden som gruppledare 2015–2017 var hon även hon ledamot i utrikesnämnden.

### Europaparlamentariker
I Europaparlamentsvalet 2019 stod Polfjärd som nummer två på Moderaternas valsedel och blev invald i parlamentet. Där är hon sedan 2019 ledamot av utskottet för miljö, folkhälsa och livsmedelssäkerhet (ENVI). Sedan 2024 är hon dessutom en av fyra viceordföranden för fiskeriutskottet (PECH).